# 第四代阿伯康公爵詹姆斯·漢密爾頓
第四代阿伯康公爵詹姆斯·漢密爾頓（James Hamilton, 4th Duke of Abercorn，1904年2月29日－1979年6月4日）是一位英國貴族。他是第三代公爵詹姆斯·漢密爾頓與羅莎琳·賓漢的長子。
他的父親擔任北愛爾蘭總督直到1945年。1953年，他繼承父親的爵位成為第四代阿伯康公爵。自從1951年起他擔任北愛爾蘭蒂龍郡的郡尉，直到1979年去世。

## 家庭
1928年他與凱特琳·克里奇頓結婚，有兩個兒子與一個女兒。
- 莫伊拉·漢密爾頓（1930年－2020年）
- 詹姆斯·漢密爾頓（1934年－）
- 克勞德·漢密爾頓（1939年－）